# Tętnice rzęskowe tylne krótkie
Tętnice rzęskowe tylne krótkie (ang. short posterior ciliary arteries, łac. arteriae ciliares posteriores breves) – w anatomii człowieka gałęzie tętnicy ocznej, zaopatrujące w krew błonę naczyniową. Odchodzą od tętnicy ocznej dwoma pniami, a następnie dzielą się na 10–20 gałęzi, przebijających twardówkę w okolicach tylnego bieguna |gałki ocznej i łączących się z tętnicami rzęskowymi przednimi. Z części gałęzi tworzy się koło naczyniowe nerwu wzrokowego.